# Eno Barony
Ruth Eno Adjoa Amankwah Nyame Adom (sinh ngày 30 tháng 10 năm 1991), được biết đến với nghệ danh Eno Barony, là một rapper và nhạc sĩ người Ghana. Sinh ra ở Tema, Accra, cô phát hành đĩa đơn đầu tay của cô, "Wats Ma Name" và "Tonga", bản phối lại của ca khúc "Tonga" của Joey B ft Sarkodie vào năm 2014 đã giúp cô trở nên nổi tiếng với sự nghiệp âm nhạc của mình.

## Cuộc đời và sự nghiệp âm nhạc
Rapper Eno Barony có tên khai sinh là Ruth Eno Adjoa Amankwah Nyame Adom, sinh ra ở cảng và kinh đô của Ghana, Tema, với cha là Mục sư Abraham Nyame Adom và mẹ là bà Rebecca Nyame Adom. Eno bắt đầu đi học tại trường dự bị Shallom và tiếp tục học tiểu học tại Học viện Cambridge. Cô đã hoàn thành chương trình trung học cơ sở tại Methodist JHS và theo đuổi giáo dục trung học phổ thông tại trường Trung học Methodist Day ở Tema và tiếp tục học đại học tại Kumasi Polytechnic.
Mặc dù trước đây cô đã thu âm các đĩa đơn khác, Eno đã có được sự chú ý rộng rãi hơn khi cô phát hành đĩa đơn đầu tiên của cô, "Tonga", vào năm 2014. Sau đó cô đã thu âm nhiều ca khúc hơn trong đó có "Megye Wo Boy" vào năm 2015, trong đó cô hợp tác với Abrewa Nana. Năm 2015, mẹ cô qua đời. Sau nhiều tháng tang lễ, cô đã phá vỡ sự im lặng với bài hát hip hop mang tên "The Best" với sự hợp tác của nhiều nghệ sĩ Togolese từng đoạt giải thưởng và Đại sứ thương hiệu của Togocel, Mic Flammez. Cô thu âm đĩa đơn, "Daawa", với Shatta Wale vào năm 2016. Cùng năm đó, cô hợp tác với rapper Kwaw Kese trong một đĩa đơn có tên "GARI". Cô cũng hợp tác trên hai đĩa đơn khác, "Touch the Body" với Stonebwoy, và "King of Queens" với Medikal. Trong năm 2017, cô phát hành một bài hát có tiêu đề "Juice Me", tiếp theo là một đĩa đơn khác hợp tác với Ebony Reigns có tựa đề "Obiaa Ba Ny3".

## Giải thưởng, đề cử và thành tựu
Mặc dù được biết đến với khả năng rap, cô cũng đã thực hiện dự án Save Mama Today với Stay Jay, FlowKing Stone, Dr Cryme và các nghệ sĩ đáng chú ý khác. Năm 2014, cô được đề cử cho giải thưởng âm nhạc của Vodafone Ghana lần đầu tiên. Cô biểu diễn cùng Popcaan và Jah Vinci tại Tuần lễ âm nhạc Ghana được tổ chức tại sân vận động Accra Sports. Cô được đề cử cho giải thưởng Jigwe. Cô đã được đề cử cho hạng mục rapper nữ xuất sắc nhất và cùng năm đó được đề cử cho giải thưởng mới của Jigwe. Cô đã biểu diễn tại Liên hoan Âm nhạc Tuần lễ Ghana  ba lần liên tiếp bắt đầu vào năm 2015. Cô biểu diễn tại Giải thưởng DJ của Ghana và tại buổi hòa nhạc tự do Ghana (S Concert). Cô đã được bầu làm ủy viên âm nhạc cho Ghana Meets Naija 2017.

## Sản phẩm âm nhạc

### Đĩa đơn
- Juicy Me[19]
- Wats Ma Name[20]
- Mene Woaa ft Yaa Pono
- Drive Me Crazy[21]
- Love and Pain ft Kesse[22]
- Tonga[23]
- Megye Wo Boy ft Abrewa Nana[24]
- Daawa ft Shatta Wale[25]
- The Best ft Mic Flammez[26]
- Touch the Body ft Stonebwoy[27]
- King of Queens ft Medikal[28]
- Obiaa Ba Ny3 ft Ebony Reigns[29][30]
- Gari ft Kwaw Kese[31]
- Fear No Man[32]
- Beauty and The Beast[33]

## Album
Yaa Asantewaa